# Baron de Bonstetten
Pour les articles homonymes, voir Bonstetten (homonymie).
'Baron de Bonstetten' est un cultivar de rosier obtenu en 1871 par le rosiériste lyonnais Jean Liabaud et mis au commerce en 1872. Il est issu d'un croisement entre 'Général Jacqueminot' et 'Géant des Batailles'. Il est dédié au baron de Bonstetten (1816-1892), archéologue et amateur de roses qui a acclimaté de nombreuses plantes exotiques dans son domaine de Hyères.

## Description
Cet hybride remontant est un arbuste vigoureux et rustique aux grandes fleurs pleines très odorantes, rouge cramoisi foncé et à l'aspect velouté. Ses rameaux droits possèdent des épines crochues et un feuillage vert foncé. Il s'élève à 100 cm et même à 200 cm lorsqu'il est palissé en petit grimpant. Sa remontée est faible. 
Cette variété a connu un certain succès jusqu'à la Première Guerre mondiale dans toute l'Europe. Anton Tchekhov en possédait dans le jardin de sa villa de Yalta en Crimée, ainsi que des dizaines d'autres variétés de roses. C'est une variété qui apprécie le climat méditerranéen et qui peut être cultivée en pot.
Cette rose est encore présente dans les catalogues, surtout en Angleterre.

## Descendance
'Baron de Bonstetten' a donné naissance à 'Eugène Fürst' (Soupert & Notting, 1875).